# 世界丰收国际广播电台
世界丰收国际广播电台（英语：World Harvest Radio International，WHRI），是总部位于美国的基督教广播电台，对外使用WHRI、KWHR和WHRA3种呼号。

## 历史
1985年，WHRI开办了Angel 1频道，覆盖拉丁美洲和加勒比海地区。1987年，Angel 2频道成立，覆盖拉丁美洲和欧洲地区。现在对墨西哥使用Angel 6频道广播。

1993年，开通了KWHR分台，同时开办了Angel 3频道，覆盖中国和东亚地区。1997年开办了Angel 4频道，覆盖南太平洋地区。值得一提的是，中文广播的中文呼号为复兴之声，已于2010年3月停播。

1998年，开通了WHRA分台，同时开办了Angel 5频道，覆盖非洲和中东地区。